# Oblubienica (Pieśń nad pieśniami)

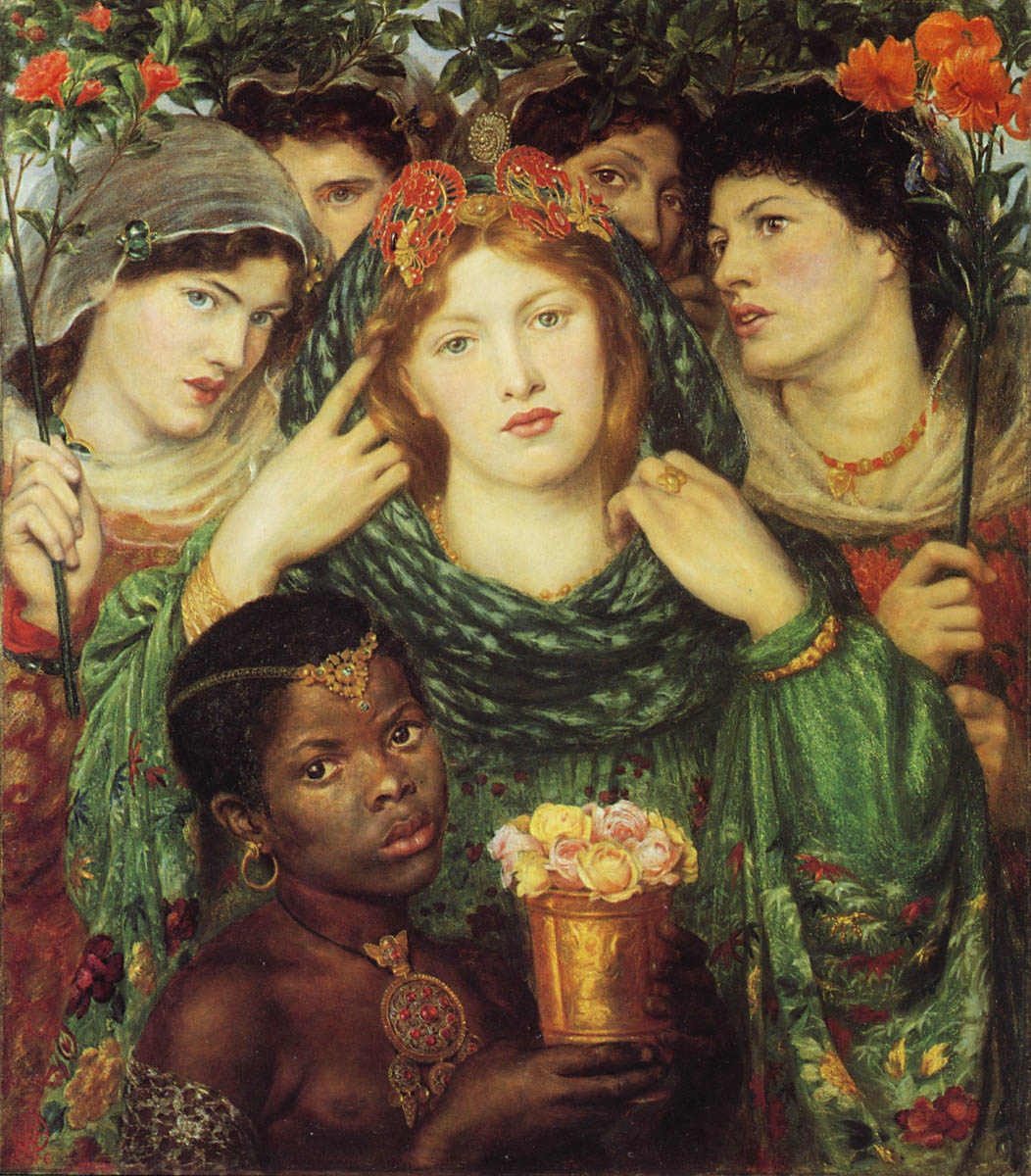
Dante Gabriel Rossetti, Oblubienica

Oblubienica – bohaterka starotestamentalnej biblijnej księgi Pieśń nad pieśniami, postać alegoryczna.